# 8751 Nigricollis
8751 Nigricollis è un asteroide della fascia principale. Scoperto nel 1960, presenta un'orbita caratterizzata da un semiasse maggiore pari a 2,8965703 UA e da un'eccentricità di 0,0466892, inclinata di 2,51115° rispetto all'eclittica.